# C. B. Fisk
C. B. Fisk, Inc è un'azienda statunitense che produce organi, situata a Gloucester, Massachusetts, dagli anni sessanta uno dei più importanti organari americani.

## Storia
Nel 1964, a King's Chapel a Boston, Fisk costruì il primo organo di tre manuali di trasmissione meccanica, costruito da una ditta americana nel ventesimo secolo. Nel 1967, a Memorial Church di Harvard University, superò il conseguimento, costruendo il primo organo di quattro manuali di trasmissione meccanica, costruito da una ditta americana nel ventesimo secolo. Nel 1971 costruì lo strumento che secondo molti esperti è ancora oggi il magnum opus fiskiano, l'organo ad Old West Church di Boston.  Nel 1992, Fisk dimostrò la fattibilità di un organo meccanico anche per una grande sala sinfonica, costruendo il suo Opus 100 a Meyerson Symphony Center a Dallas (casa della Dallas Symphony Orchestra).  Nel 2003, Fisk diventò un organaro mondiale, costruendo un grandissimo organo meccanico al Duomo di Losanna con tre registri di 32' ed anche un registro di 64' (acustico, ma forse l'unico registro di 64' in un organo meccanico nel mondo).